# Juliana O’Connor-Connolly

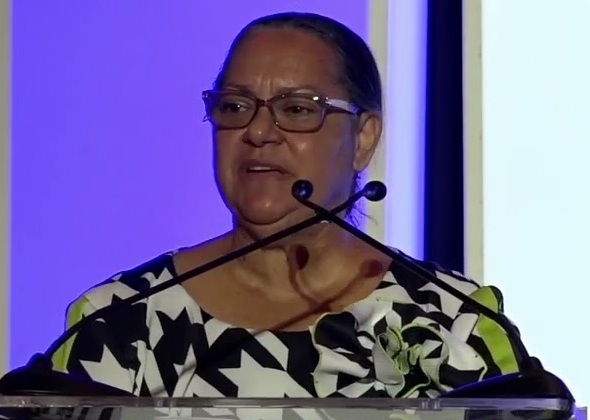
Juliana O’Connor-Connolly

Juliana O’Connor-Connolly JP (* 1961 in Cayman Brac) ist eine Politikerin auf den Cayman Islands.
O’Connor-Connolly war vom 19. Dezember 2012 bis zum 29. Mai 2013 Premierministerin der Cayman Islands (Premier of the Cayman Islands). Am 29. Mai 2013 wurde sie von Alden McNee McLaughlin abgelöst und ist seit dem Sprecherin des Parlaments der Cayman Islands (Speaker of the Legislative Assembly of the Cayman Islands).
Von 2001 bis 2012 gehörte sie der Partei United Democratic Party (Cayman Islands) an. Seit 2013 ist sie Mitglied der People’s Progressive Movement (Cayman Islands).
Seit dem 15. November 2023 ist sie erneut Regierungschefin als neues Mitglied der United People’s Movement.
O’Connor-Connolly studierte an der University of Liverpool.